# Izba Zgromadzenia (Zimbabwe)
Izba Zgromadzenia (ang. House of Assembly) – izba niższa parlamentu Zimbabwe, składająca się z 270 członków wybieranych na pięcioletnią kadencję. W wyborach stosuje się jednomandatowe okręgi wyborcze i ordynację większościową. 
Czynne prawo wyborcze przysługuje obywatelom Zimbabwe mającym ukończone 18 lat, przy czym liczy się wiek w chwili rejestracji przedwyborczej, a nie w dniu wyborów. Dodatkowo wymagane jest, aby głosujący mieszkał na terytorium Zimbabwe przez co najmniej pięć z ostatnich dwudziestu lat oraz aby jego aktualne miejsce zamieszkania znajdowało się w granicach okręgu wyborczego, w którym chce oddać głos. Analogiczne wymogi dotyczą kandydujących, jedynie cenzus wieku jest wyższy i wynosi 21 lat.